# Dübändi
Dübändi (azerbajdzjanska: Dübəndi) är en azerbajdzjansk hamn och oljedepå vid Kaspiska havet, belägen 50 km nordost om landets huvudstad Baku. Hamnen är skyddad från hårt väder tack vare ön Pirallahı. Oljeterminalen drivs av företaget Middle East Petroleum. Delar av oljan som anländer till hamnen transporteras från Neft Daşları via pipelines.